# Pirascca interrupta
Espèce
Pirascca interrupta est une espèce d'insectes lépidoptères (papillons) appartenant à la famille des Riodinidae et au genre Pirascca.

## Dénomination
Pirascca interrupta a été décrit par Percy Ireland Lathy en 1932 sous le nom de Phaenochitona interrupta.

## Écologie et distribution
Pirascca interrupta n'est présent qu'en Guyane.

### Protection
Pas de statut de protection particulier.